# Kukshi
Kukshi là một thị xã và là một nagar panchayat của quận Dhar thuộc bang Madhya Pradesh, Ấn Độ.

## Địa lý
Kukshi có vị trí 22°12′B 74°45′Đ / 22,2°B 74,75°Đ Nó có độ cao trung bình là 170 mét (557 feet).

## Nhân khẩu
Theo điều tra dân số năm 2001 của Ấn Độ, Kukshi có dân số 24.317 người. Phái nam chiếm 51% tổng số dân và phái nữ chiếm 49%. Kukshi có tỷ lệ 64% biết đọc biết viết, cao hơn tỷ lệ trung bình toàn quốc là 59,5%: tỷ lệ cho phái nam là 71%, và tỷ lệ cho phái nữ là 56%. Tại Kukshi, 15% dân số nhỏ hơn 6 tuổi.